# Aven (Svartnäs socken, Dalarna)
Aven är en sjö i Falu kommun i Dalarna och ingår i Gavleåns huvudavrinningsområde. Sjön har en area på 0,165 kvadratkilometer och ligger 277,8 meter över havet. Sjön avvattnas av vattendraget Gavleån.

## Delavrinningsområde
Aven ingår i det delavrinningsområde (675479-151888) som SMHI kallar för Utloppet av Aven. Medelhöjden är 305 meter över havet och ytan är 3,11 kvadratkilometer. Räknas de 24 avrinningsområdena uppströms in blir den ackumulerade arean 157,41 kvadratkilometer. Avrinningsområdets utflöde Gavleån mynnar i havet. Avrinningsområdet består mestadels av skog (83 procent). Avrinningsområdet har 0,16 kvadratkilometer vattenytor vilket ger det en sjöprocent på 5,1 procent.